# Музей Федора Панка
Музей Федора Панка — етнографічний музей Заслуженого художника України, українського майстра народного декоративного розпису та народної декоративної графіки Федора Панка, розташований в приміщенні Будинку культури в смт Петриківка на Дніпропетровщині. Відкритий 26 грудня 2013 року.

## Історія музею
Музей створено донькою та ученицею митця Валентиною Панко, вона ж проводить екскурсії та майстер-класи:
- майстер-клас з тикання калинкою — техніка малювання власним пальчиком, справжньою калинкою вважається та, в якій залишається відбиток пальця майстра[3]

Музей в повному об'ємі представляє етапи розквіту петриківського розпису. Частину експонатів було передано з Центру народного мистецтва «Петриківка», іншу частину складають твори з колекції родини Панків, речі, пов'язані з життям Федора Панка, серед експонатів:
- панно з трьох частин у вигляді розписаного рушника, на якому змальовано життєвий шлях Федора Панка;
- казкові панно;
- портрети — Федор Панко був першим художником, який почав використовувати портрет у петриківському розписі;
- серія картин «Легенда про петриківську вишню»;
- портрет Петра Калнишевського.